# تنگ چوگان سفلی درشوری
تنگ چوگان سفلی درشوری، روستایی از توابع بخش مرکزی شهرستان کازرون در استان فارس ایران است.

## جمعیت
این روستا در دهستان شاپور قرار دارد و براساس سرشماری مرکز آمار ایران در سال ۱۳۸۵، جمعیت آن ۲۴۹ نفر (۵۲خانوار) بوده‌است.